# C.F. Høyer
Christian Fædder Høyer (24. januar 1775 i Rerslev ved Roskilde – 25. juni 1855 i København) var maler og søn af sognepræst Jens Offesen Høyer og Sophie Dorothea født Helvad.
C.F. Høyer kom efter sin konfirmation på Kunstakademiet, hvis skoler han gennemgik, og han vandt i 1794 og 1797 to sølvmedaljer. Derefter konkurrerede han om Akademiets guldmedaljer, som han vandt 1799 og 1803. Han var elev af Nicolai Abraham Abildgaard, der synes at have næret stort håb til ham. Da han søgte det store rejsestipendium, tilkendtes det ham også på en rosende måde fra 1. januar 1806. Han var borte sine fulde skes år og blev i Rom en god ven af Bertel Thorvaldsen ligesom også af bygmesteren Peder Malling, der begge bevarede deres venskab for ham. Fra Rom hjemsendte han Hero ventende Leander (kongelige malerisamling), uden tvivl hans bedste arbejde, om det end vel meget ligner hans lærer, uden dog at nå den varme og dybde i farven, som denne havde i sine bedre billeder. Men fra dette øjeblik af er det næsten, som om ånden er vejen for Høyer; Nicolai Abraham Abildgaard var død, og alle andre kunne med rette ikke se noget betydeligt i ham til trods for den lethed, hvormed han komponerede og anordnede meget store billeder. Sokrates tømmer Giftbægeret (Kronborg) og børsbilledet Christian IV beærer Tyge Brahe med en Guldkjæde er svage i udførelsen. Selv ved hans medlemsbillede ønskede Akademiet, at det blev omarbejdet en gang endnu, inden det blev ophængt; dog blev han medlem 1812. Nu forbitrede den ene skuffelse efter den anden hans ensomme liv. Til kongelige historiemaler ville Akademiet ikke anbefale ham, til professorer valgte det de to yngre mænd C.W. Eckersberg og J.L. Lund, hvoraf den sidste ikke engang havde konkurreret; ved et tredje ekstraordinært professorvalg stod stemmerne dog lige mellem ham og Johann Friderich Clemens, men direktøren afgjorde valget til gunst for Clemens. Ikke engang titel af professor kunne han opnå. Efter Nicolai Dajons død (1823) prøvede han igen på at blive professor, men da dette heller ikke lykkedes, fik hans udtalelser imod Akademiet et sådant præg af bitterhed, at han 1826 blev udslettet af medlemmernes tal og hans receptionsstykke sat bort. Ikke desto mindre søgte han 1828 på ny professoratet efter Lorentzens død. Endnu en gang søgte hans ven, universitetets bygmester, P. Malling, at slå et slag for ham, så at denne bygning kunne blive udsmykket af Høyer (1835); men han fik ingen stemmer for sig. Med utrættelig energi malede og udstillede han år for år, og da han døde ugift 23. juni 1855, fandt man hans bolig på Gråbrødretorv stopfuld af store billeder.
Trods det, at han som kunstner i så ringe grad nåede det mål, der i hans ungdom havde foresvævet ham, synes han dog at have været en i flere henseender begavet, men urolig og stridbar natur. Han kastede sig med iver ind i striden "om den nordiske Mytologis Brugbarhed for de skønne Kunster". Han påkaldte flere gange den offentlige mening i sin strid med Akademiet både i særskilte pjecer og i blade; han udtalte sig adskillige gange om sin opfattelse af kunsten, men det lader til, at også hans forfatterskab har været en røst i ørkenen. Man kan føle medlidenhed med en natur, der således tilbringer livet i en trøstesløs kamp med sin skæbne, men må mere undres over, at der har kunnet knytte sig så stort et håb til hans ungdom, end over, at han fik så krank en lykke.
Han er begravet på Assistens Kirkegård.

## Ekstern henvisning
- C.F. Høyer på Kunstindeks Danmark/Weilbachs Kunstnerleksikon